# Mussende
Mussende è un municipio dell'Angola appartenente alla provincia di Cuanza Sud. Ha 83.058 abitanti (stima del 2006) ed una superficie di 9.548 km².